# Шодуар, Максимилиан Станиславович
Максимилиан де Шодуар (фр. Baron Maximilien de Chaudoir, 12 сентября 1816, Ивница под Житомиром — 6 мая 1881, Амели-ле-Бен) — барон, русский энтомолог.

## Биография
Сын члена-корреспондента Петербургской академии наук Станислава Ивановича Шодуара. С 1834 г. учился в Дерпте, в 1845 г. путешествовал на Кавказе, в 1859 г. — во Франции и в Англии, жил в Житомире. 
Шодуар был отличный знаток жуков и преимущественно семейства жужелиц и скакунов; прекрасная коллекция после его смерти попала во Францию.
Сын — Иван Шодуар (1858—1919), художник и меценат.

## Научные труды
Шодуар напечатал большое число преимущественно монографических трудов, из которых наиболее важные:
- «Genres nouveaux et espèces nouvelles de Coléoptères de la famille des Carabiques» («Bull. Moscou», 1837); «Mémoires sur quelques genres et espèces de Carabiques» (M., 1843);
- «Enumération des Carabiques et Hydrocanthares recueillies pendant un voyage au Caucase» (Киев, 1848);
- «Mémoire sur la famille des Carabiques» («Bull. Moscou», 6 ч., 1848-1856);
- «Supplément à la Faune des Carabiques de la Russie» (там же, 1850);
- «Enumération des Cicindélètes et des Carabiques recueillies dans la Russie méridionale, dans la Finlande septentrionale et dans la Sibérie orientale etc.» («Bull. Moscou», 1863);
- «Genres nouveaux et espèces inédites de la famille des Carabiques etc.» (там же, 1872);
- «Catalogue de la collection de Cicindélètes de M. le Baron de Chaudoir» (Брюссель, 1865).

Многочисленные монографии отдельных родов помещены в «Bulletin de la Soc. Imp. de Moscou», «Revue et Magasin de Zoologie», «Annales de la Soc. Entomol. de France», «Annales de la Soc. Entom. de Belgique», «Berliner Entomolog. Zeitschrift» и т. д.